# عضليات الخرطوم
عضليات الخرطوم (الاسم العلمي:Myoglossata) هي أصنوفة من الحشرات تتبع ذوات الخرطوم من رتبة حرشفيات الأجنحة.

## التصنيف
- عضليات الخرطوم
  - دون رتبة عثيات الجرس القديم
    - فوق فصيلة عثث الجرس القديم وأشباهها
      - فصيلة عثث الجرس القديم
        - جنس عثة الجرس القديم

- - حرشفيات الأجنحة الحديثة
    - دون رتبة خارجيات المسم
      - عثث نيوزيلندا البدائية
      - عثث شبحية وأشباهها
        - عثث شبحية
          - عث الشبح

    - دون رتبة متغايرات العروق
      - فوق فصيلة الفراشات الحقيقية
      - فوق فصيلة السوسيات الفراشية وأشباهها
      - فوق فصيلة العثث منحنية القرن
      - فوق فصيلة سليلات وأشباهها
      - فوق فصيلة عثث حريرية وأشباهها
      - حرشفيات الأجنحة الحقيقية
        - ثنائيات المسم
          - ثنائيات المسم المنفصلة
            - مكبلات الأطراف
              - فوق فصيلة كثيرات الريش

        - أحاديات المسم